# Теорема Кэли (теория групп)
Теорема Кэли — теоретико-групповое утверждение об изоморфности всякой конечной группы {\displaystyle (G_{n},\circ )} порядка {\displaystyle n} некоторой подгруппе группы перестановок {\displaystyle S_{n}}. При таком соответствии каждый элемент {\displaystyle a\in G} сопоставляется с перестановкой {\displaystyle \pi _{a}}, задаваемой тождеством {\displaystyle \pi _{a}(g)=a\circ g}, где {\displaystyle g} — произвольный элемент группы {\displaystyle G}.
Например, для группы {\displaystyle G=\mathbb {Z} _{4}} с заданной операцией {\displaystyle +} можно определить отображение {\displaystyle \varphi :\mathbb {Z} _{4}\rightarrow S_{4}}:
{\displaystyle \varphi (0)={\begin{bmatrix}0&1&2&3\\0&1&2&3\end{bmatrix}}}
{\displaystyle \varphi (1)={\begin{bmatrix}0&1&2&3\\1&2&3&0\end{bmatrix}}}
{\displaystyle \varphi (2)={\begin{bmatrix}0&1&2&3\\2&3&0&1\end{bmatrix}}}
{\displaystyle \varphi (3)={\begin{bmatrix}0&1&2&3\\3&0&1&2\end{bmatrix}}}
В данном построении перестановка {\displaystyle \varphi (n)} для каждого {\displaystyle n} задаёт «таблицу сложения» с числом {\displaystyle n}, например, число 2 в {\displaystyle \varphi (1)} переходит на сумму (операцию группы {\displaystyle G=\mathbb {Z} _{4}}) 2 (самого этого числа) и 1 (элемента группы, для которого определяется перестановка). Таким образом, {\displaystyle \varphi (0)} задаёт тождественное отображение {\displaystyle \mathrm {id} _{G}(g)=g}, и отображение {\displaystyle \varphi } является гомоморфизмом.
Теоретико-категорное обобщение — лемма Йонеды (в её рамках группа может быть рассмотрена как категория из одного объекта).

## Доказательство
Пусть {\displaystyle G} - наша группа, {\displaystyle n=|G|}. Можно считать, что {\displaystyle S_{n}} - группа всех биективных отображений множества {\displaystyle G} на себя, так как природа элементов, переставляемых элементами из {\displaystyle S_{n}}, несущественна.
Для любого элемента {\displaystyle a\in G} рассмотрим отображение {\displaystyle L_{a}:G\rightarrow G}, определённое формулой {\displaystyle L_{a}(g)=ag}.
Если {\displaystyle e=g_{1}}{\displaystyle ,g_{2},...,g_{n}} - все элементы группы {\displaystyle G}, то {\displaystyle a,ag_{2},...,ag_{n}} будут теми же элементами, но расположенными в каком-то другом порядке. {\displaystyle ag_{i}=ag_{j}\Rightarrow a^{-1}(ag_{i})=a^{-1}(ag_{j})\Rightarrow (a^{-1}a)g_{i}=(a^{-1}a)g_{j}\Rightarrow g_{i}=g_{j}}
Значит, {\displaystyle L_{a}} - биективное отображение (перестановка), обратным к которому будет {\displaystyle L_{a}^{-1}=L_{{a}^{-1}}}. Единичным отображением является, естественно {\displaystyle L_{e}}.
Используя вновь ассоциативность умножения в {\displaystyle G}, получаем {\displaystyle L_{ab}(g)=(ab)g=a(bg)=L_{a}(L_{b}g)}, т.е. {\displaystyle L_{ab}=L_{a}L_{b}}
Итак, множество {\displaystyle L_{e},L_{g_{2}},...,L_{g_{n}}} образуют подгруппу, скажем, {\displaystyle H}, в группе {\displaystyle S(G)} всех биективных отображений множества {\displaystyle G} на себя, т.е. в {\displaystyle S_{n}}. Мы имеем включение {\displaystyle H\subset S_{n}} и имеем соответствие {\displaystyle L:a\mapsto L_{a}\in H}, обладающее по сказанному выше всеми свойствами изоморфизма.